# MAC-adresse
En MAC-adresse (Media Access Control) er en unik adresse. MAC-adressen kaldes også en ethernet-adresse, fysisk-adresse og lag 2-adresse. Fysisk udstyr (netkort, trådløse netkort(NIC), routere, switche, nyere mobiltelefoner) der kommunikerer med hinanden f.eks. via Internettet har en MAC-adresse. Alle NIC producenter har fået tildelt deres egen OEM kode de skal bruge på alt udstyr de producer. 
En MAC-adresse skal være så unik, at er den først skrevet til et NIC og det ikke fungerer, skal MAC-adressen endeligt kasseres. 
MAC-Adressen består af 12 hexadecimale tegn i par af to. F.eks. 00:20:18:61:f1:8a . Det giver en adresselængde på 48 bit. På noget udstyr kan man selv tildele en MAC-adresse. Til mange linux systemer kan man hente et program der hedder macchanger som tillader dig at ændre MAC adressen. En sådan adresse skal starte med 40 (hex).
xx:xx:xx:__:__:__ 

De første 6 hexadecimal tegn er OEM koden, som identificerer hvem der har lavet netkortet. Vil man gerne vide hvem der har produceret det NIC man har MAC-Adressen fra, kan det slås op gennem MAC Vendor Lookup databasen. 
__:__:__:xx:xx:xx 

De sidste 6 er selve netkortets mac-id.
| Telekommunikation | Spire Denne artikel om telekommunikation er en spire som bør udbygges. Du er velkommen til at hjælpe Wikipedia ved at udvide den. |